# Airco DH.16
Die Airco DH.16 war ein für vier Passagiere ausgelegter einmotoriger Doppeldecker des britischen Herstellers Aircraft Manufacturing Company aus der Zeit nach dem Ersten Weltkrieg. Der Entwurf stammte von Geoffrey de Havilland, dem damaligen Chefentwickler des Unternehmens.

## Geschichte
Die DH.16 war eine vergrößerte Version der DH.9A. Das weitgehend aus Holz bestehende, mit Stoff bespannte Flugzeug besaß ein offenes Cockpit für einen Piloten und eine geschlossene Kabine für vier weitere Personen. Die ersten sechs Modelle erhielten einen Rolls-Royce Eagle VIII-Reihenmotor, die übrigen den stärkeren Napier Lion. Im Mai 1919 bestritt der Prototyp seinen Erstflug.
Eines der neun gebauten Flugzeuge kam in den Besitz der argentinischen Fluggesellschaft River Plate Aviation Company und wurde zwischen Buenos Aires und Montevideo eingesetzt. Die übrigen verkaufte Airco an ihre Schwestergesellschaft Aircraft Transport and Travel (AT&T). Am 25. August 1919 nahmen sie den Verkehr zwischen London und Paris auf. Im Auftrag der KLM wurde mit ihnen am 17. Mai 1920 der Liniendienst zwischen London und Amsterdam eingerichtet.
Nach der Betriebseinstellung von AT&T 1921 wurden fünf Maschinen verschrottet, zwei weitere Flugzeuge wurden verkauft und zur Auslieferung von Zeitungen verwendet. Das achte Flugzeug war bereits verlorengegangen. Nach dem Absturz eines der verbliebenen Exemplare 1923 wurde auch das letzte Flugzeug stillgelegt und anschließend verschrottet.

## Nutzer
Argentinien
- River Plate Aviation Company

 Vereinigtes Königreich
- Aircraft Transport and Travel

## Technische Daten (DH.16 mit Lion-Motor)
| Kenngröße             | Daten                                  |
| --------------------- | -------------------------------------- |
| Besatzung             | 1                                      |
| Passagiere            | 4                                      |
| Länge                 | 9,68 m                                 |
| Spannweite            | 14,17 m                                |
| Höhe                  | 3,45 m                                 |
| Flügelfläche          | 45,5 m²                                |
| Leermasse             | 1.431 kg                               |
| Startmasse            | 2.155 kg                               |
| Reisegeschwindigkeit  | 161 km/h                               |
| Höchstgeschwindigkeit | 219 km/h                               |
| Dienstgipfelhöhe      | 6.400 m                                |
| Reichweite            | 680 km                                 |
| Triebwerke            | ein Napier Lion-Reihenmotor mit 336 kW |